# Муха гессенська
Муха гессенська (Mayetiola destructor Say.) — шкідлива муха з родини галиць. Поширена по всій території України, частіше шкоди завдає y степу. Пошкоджує пшеницю, ячмінь, жито, злакові трави.

## Опис
Схожа на невеликого комарика 2,5-3,5 міліметри завдовжки. Чорно-коричневого кольору, груди та голова чорні, крила прозорі. Личинки молочно-білі, веретеноподібні, завдовжки 4-5 міліметрів. Зимують личинки y пупаріях на сходах озимих, падалиці та диких злаках.

## Екологія
Зимують личинки на сходах озимих, а також на дикорослих злаках. Восени більша частина личинок закінчує живлення та утворює несправжні кокони, в яких зимує. Життєздатними є мухи, що виходять за температури 14°С. Саме тоді вони спаровуються й відкладають яйця. Самка живе п'ять-сім діб і відкладає за цей час близько 500 яєць ланцюжком на верхньому боці листкової пластинки. Для розвитку яєць потрібна температура на рівні 16…24°С. Ембріональний розвиток у цих умовах триває дві-три доби, личинки, що відродилися, через п'ять-шість годин проникають за піхву листка. Розвиток личинок триває чотири-шість діб. Личинка перебирається в піхву листка й присмоктується до стеблини: на молодих рослинах — поблизу основи стебла, згодом — у міжвузлях нижніх, середніх і верхніх ярусів. На ярій пшениці та ячмені личинки першого покоління розвиваються на сходах, а другого — на рослинах у період виходу в трубку. В циклі розвитку гессенської мухи велике значення має діапауза, яка особливо чітко буває виражена в личинок першого покоління. Оскільки погодні умови літнього періоду часто бувають несприятливими для розмноження виду, інтенсивність льоту мухи восени визначається запасом діапаузуючих личинок першого покоління. Отже, що більше личинок першого покоління впало в діапаузу, то інтенсивніше розвиватиметься осіннє покоління.
У вивчення екології гессенської мухи та накреслення заходів боротьби з нею вагомий внесок зроблений українськими ентомологами С.О. Мокржецьким, Д.В. Знойко та Д.О. Оглобліним.